# 亚篇薛罗
亚篇薛罗（英語：Henry Gerhard Appenzeller，1858年2月6日—1902年6月11日）是第一位进入朝鮮的衛理公會传教士。从1885年到1902年，他和另外四位传教士：安连（Horace Newton Allen）、元杜尤（Horace G. Underwood）、施蘭敦夫妇（William B. Scranton和 Mary F. Scranton）将更正教传入大韓帝國。他以对韩国的三大贡献而闻名：培材学堂、首尔第一个监理会教堂贞洞第一教会以及翻译新约。

## 早年
1858年2月6日，亚篇薛罗出生于美国宾夕法尼亚州的苏德顿 （Souderton）。他的母亲是瑞士門諾會信徒，而他的父亲来自宾夕法尼亚州。他的父母加入了复初会。他的母亲在他的生命中扮演着重要的角色。她在周日下午与亚篇薛罗和他的两个兄弟一起阅读德文《圣经》，影响了他们的信仰。他的母亲讲德语，只会一点点英语。因此，德语是他的第一语言。他从小在家里讲宾夕法尼亚州德语。后来，他流利的德语读写能力，使他可以轻松地与美国，欧洲和韩国的德国人交流。1876年10月6日，他在18岁时，因个人的属灵经历而改变了自己。他将这一天庆祝为每年的属灵生日。他就读于富兰克林与马歇尔学院, ，这是一间以复初会开办的私立文理学院，他在那里学习古代语言，对希腊语言和文学特别感兴趣。 他还精通圣经语言和法语。
21岁时，他在兰开斯特加入美以美會，成为一位监理宗传道人。后来，他进入德魯神学院。在德魯神学院学习期间，他决志去海外传教。在出发去韩国之前，他与Ella Dodge结婚。他们有三个孩子。他们的女儿爱丽丝（Alice Rebecca Appenzeller）是第一个在韩国出生的美国人。

## 韩国

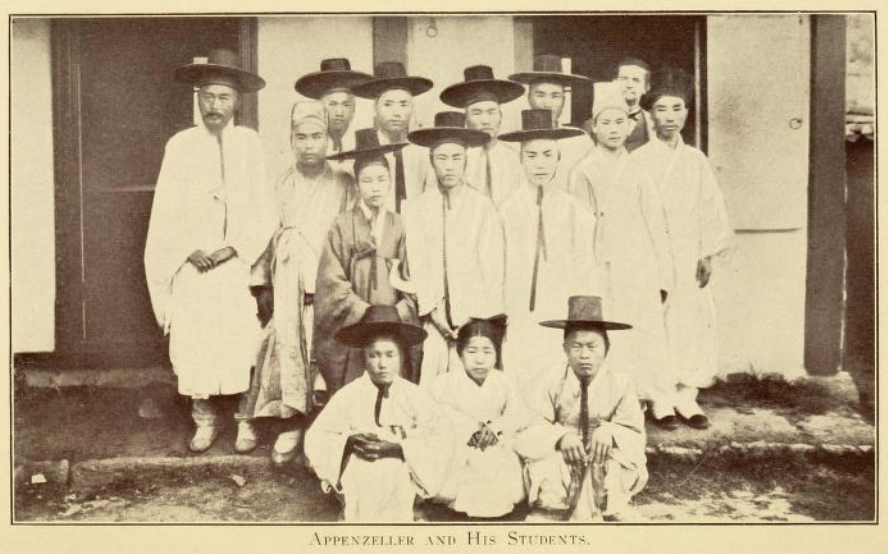
亚篇薛罗和他的学生

1885年4月5日复活节早晨，亚篇薛罗夫妇抵达韩国。这时，首尔正处于政治斗争中。传教士无法建立教堂，也无法在公共场合讲道。传福音必须秘密进行。在头两年，亚篇薛罗着重准备传教士的住所。1887年，公开礼拜成为可能，因此建立了礼拜堂。他的目标是将异教徒的韩国变成基督教的韩国。
亚篇薛罗于1887年在韩国开办了培材学堂，这是一所男校，是今日培材大学和培材中学的前身。 他传播福音，介绍西方文化，向学生传授监理宗信仰。他是首尔第一个监理会教堂贞洞第一敎会（정동제일교회）的创始人之一。他还建立了许多更正教机构。1887年，他在贞洞敎会担任牧师，直到1902年去世。1886年，亚篇薛罗与其他监理会和长老会传教士，以及朝鲜翻译一起，担任圣经翻译委员会成员，帮助将圣经翻译成韩文。

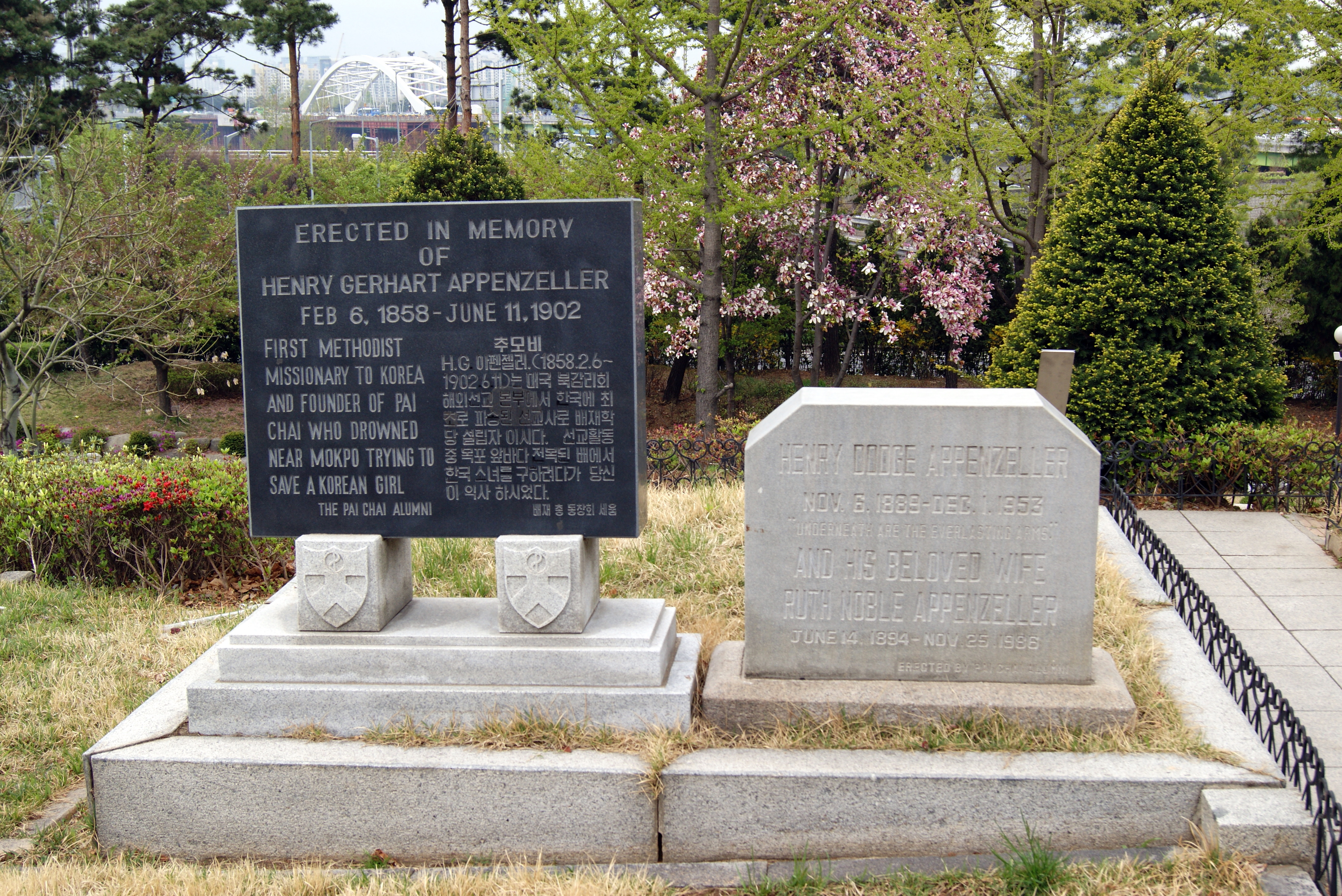
杨花津外国人墓园的衣冠冢

## 去世
1902年，亚篇薛罗前往南部的港口城市木浦市参加圣经翻译会议。在海上航行时，他试图救出一名韩国女孩，而被淹死。时年44岁。为了纪念他，在杨花津外国人墓园建立了他的衣冠冢, 墓园里埋葬了300多位外国人，其中包括在19世纪末和20世纪初来自不同教派的80多位传教士，也包括联合卫理公会及其前身差遣的传教士。

## 遗产
自19世纪成立以来，监理宗已发展成为韩国主要的更正教教派之一。在2001年，该教派拥有5,262个堂会，1,394,514名信徒和7,298名牧师，还创办了培材大学等六所大学。此外，该教派在汉城设有自己的神学院，即监理会神学院。它还有六所神学院和54所初中和高中。

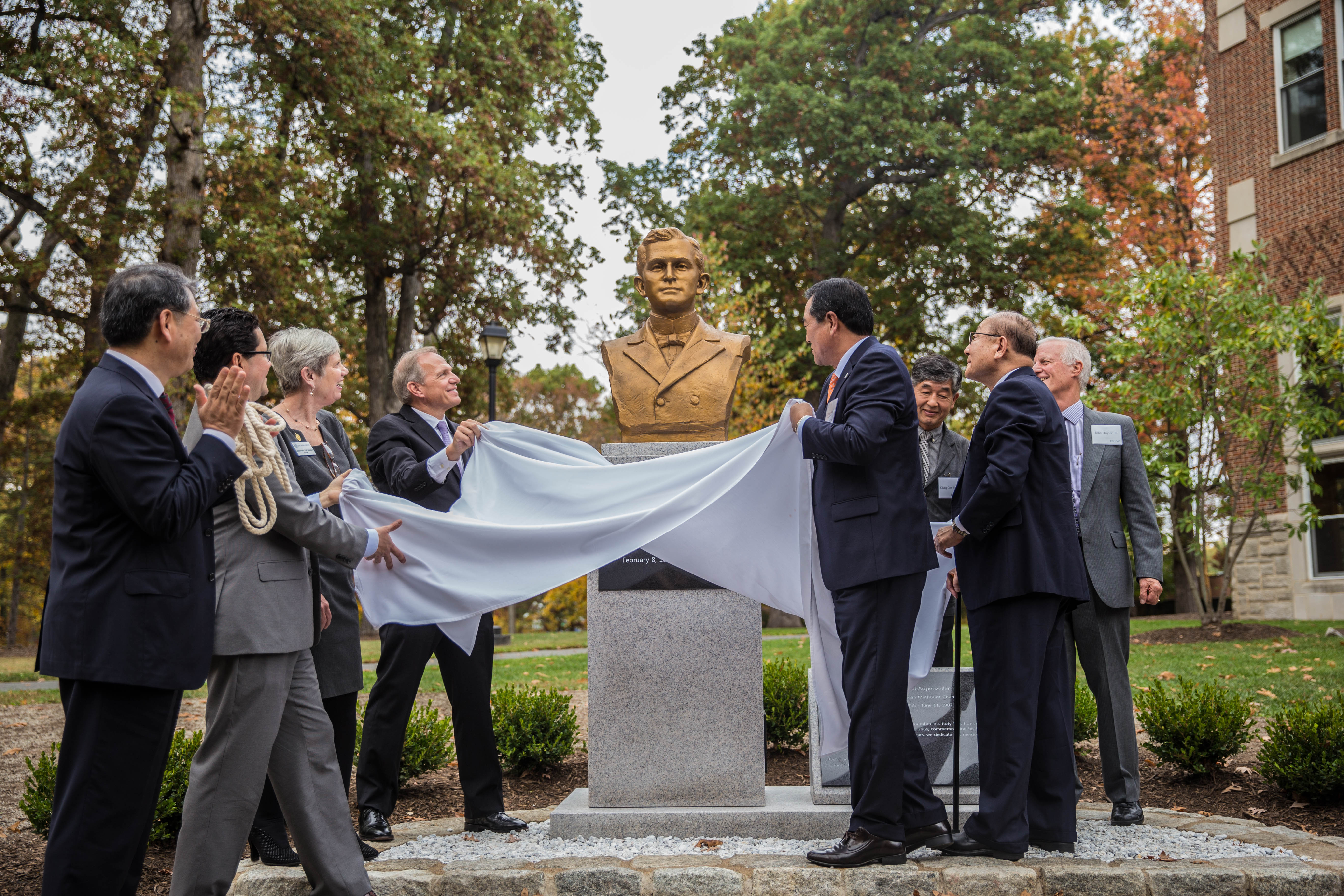
在德鲁神学院安放亚篇薛罗的青铜半身像

2016年10月21日，亚述薛罗的青铜半身像安放在德魯神学院的校园里，是韩国首尔贞洞第一敎会赠送的礼物。贞洞教会的李世英牧师说："对于贞洞教会和韩国监理会的信徒来说，亚篇薛罗来到韩国，舍弃了自己，现在130年后，我们重新表达对他的深切谢意。"